# Gilberts
Gilberts és una població dels Estats Units a l'estat d'Illinois. Segons el cens del 2009 tenia 6.154 habitants.

## Demografia
Segons el cens del 2000, Gilberts tenia 1.279 habitants, 394 habitatges, i 351 famílies. La densitat de població era de 153,8 habitants/km².
Dels 394 habitatges en un 51% hi vivien nens de menys de 18 anys, en un 79,9% hi vivien parelles casades, en un 6,3% dones solteres, i en un 10,7% no eren unitats familiars. En el 8,9% dels habitatges hi vivien persones soles el 2% de les quals corresponia a persones de 65 anys o més que vivien soles. El nombre mitjà de persones vivint en cada habitatge era de 3,25 i el nombre mitjà de persones que vivien en cada família era de 3,43.
Per edats la població es repartia de la següent manera: un 31,5% tenia menys de 18 anys, un 7,6% entre 18 i 24, un 31,2% entre 25 i 44, un 25,7% de 45 a 60 i un 4% 65 anys o més.
L'edat mediana era de 36 anys. Per cada 100 dones de 18 o més anys hi havia 100 homes.
La renda mediana per habitatge era de 87.847 $ i la renda mediana per família de 92.433 $. Els homes tenien una renda mediana de 57.300 $ mentre que les dones 32.375 $. La renda per capita de la població era de 31.898 $. Cap de les famílies i el 0,6% de la població estaven per davall del llindar de pobresa.

## Poblacions properes
El següent diagrama mostra les poblacions més properes.